# Urlop
Urlop – czas wolny od świadczenia pracy przez pracownika, przewidziany przepisami prawa. Pracownik może w tym okresie otrzymywać wynagrodzenie lub go nie otrzymywać, w zależności od rodzaju urlopu.
Słowo to pochodzi z niemieckiego Urlaub (od erlauben, pozwolić, zezwolić). Tak prawdopodobnie średniowieczni rycerze pytali swych władców lennych o pozwolenie, aby zaciągnąć się do bitwy.

## Prawo do urlopu w Polsce

### Urlop wypoczynkowy
Podstawowym rodzajem urlopu jest urlop wypoczynkowy. Zgodnie z przepisem art. 152 Kodeksu pracy, pracownikowi przysługuje prawo do:
- corocznego
- nieprzerwanego – w zasadzie pracownik ma prawo wykorzystywać jednorazowo cały urlop. Jedynie na jego wniosek urlop może być podzielony, jedna z jego części powinna być wtedy nie krótsza niż 14 dni kalendarzowych. Art. 167 Kodeksu pracy stanowi wyjątek od zasady nieprzerywalności urlopu – pracodawca może odwołać pracownika z urlopu tylko wówczas gdy jego obecności w zakładzie wymagają okoliczności nieprzewidziane w chwili rozpoczęcia urlopu – w takim wypadku pracodawca pokrywa koszty odwołania pracownika z urlopu.
- płatnego urlopu wypoczynkowego – za czas urlopu pracownikowi przysługuje wynagrodzenie takie, jakie by otrzymał gdyby w tym czasie pracował i dotyczy to zarówno stałych jak i zmiennych składników wynagrodzenia.

Rozróżnia się dwa rodzaje urlopów wypoczynkowych:
- urlopy podstawowe – przysługują wszystkim pracownikom po ustalonym okresie zatrudnienia
- urlopy dodatkowe – przysługują niektórym grupom pracowników zatrudnionych w warunkach uciążliwych lub szkodliwych dla zdrowia, niezależnie od urlopu podstawowego, albo należących do określonej kategorii (np. urzędnik służby cywilnej); mogą one być wprowadzane przez układy zbiorowe pracy.

Prawo do urlopu wypoczynkowego, wchodzące w skład prawa do wypoczynku, stanowi jedno z podstawowych praw pracownika. W Polsce prawo do urlopu jest konstytucyjnym prawem obywatelskim, gwarantowanym przez art. 66 Konstytucji RP. Ma ono na celu przede wszystkim stworzenie warunków dla regeneracji sił pracownika. Dlatego też, oraz w celu uniknięcia nacisków ze strony pracodawców, pracownik nie może zrzec się prawa do urlopu ani przenieść go na inną osobę, gdyż jest ono jego uprawnieniem osobistym.

#### Tryb udzielania urlopu wypoczynkowego
W celu zapewnienia prawidłowego toku pracy urlopy wypoczynkowe pracowników powinny być udzielane zgodnie z ustalonym wcześniej planem urlopów, sporządzonym przez pracodawcę corocznie, uwzględniając wnioski pracowników oraz i konieczność zapewnienia normalnego toku pracy. Plan taki jest wiążący dla obu stron stosunku pracy. O terminie udzielenia urlopu decyduje pracodawca i nie jest przy tym związany wnioskiem pracownika.
Ponieważ urlop ma zapewniać regenerację sił pracownika, w wypadku, gdy pracownik nie może rozpocząć urlopu np. z powodu choroby, pracodawca jest obowiązany udzielić mu urlopu w innym terminie. Pracodawca może odwołać pracownika z urlopu, ale tylko wówczas, gdy jego obecności w zakładzie wymagają okoliczności nieprzewidziane w chwili rozpoczynania urlopu; pracownik wówczas musi się stawić w pracy, lecz pracodawca jest obowiązany pokryć koszty związane z odwołaniem pracownika z urlopu. Jeśli pracownik nie wykorzystał urlopu, a rozwiązano z nim stosunek pracy, pracodawca jest obowiązany wypłacić mu ekwiwalent pieniężny. Ponieważ udzielenie urlopu zgodnie z planem urlopu jest prawem pracownika, może on w przypadku nieudzielenia go wystąpić do sądu pracy przeciw pracodawcy. W okresie urlopu nie można pracownikowi wypowiedzieć umowy o pracę.
Artykuł 154(2) Kodeksu pracy – udzielanie urlopów w wymiarze godzinowym:

Urlopu udziela się na dni, które są dla pracownika dniami pracy zgodnie z obowiązującym go rozkładem czasu pracy, w wymiarze godzinowym odpowiadającym dobowemu wymiarowi czasu pracy pracownika w danym dniu. Pracownik może wykorzystać część urlopu niższą niż pełny dobowy wymiar czasu pracy pracownika w dniu, w którym ma być udzielony urlop, tylko wtedy, gdy pozostała mu do wykorzystania część urlopu nie obejmuje całego dnia roboczego.
Artykuł 167² Kodeksu pracy – udzielanie urlopów na żądanie:

Pracodawca jest obowiązany udzielić na żądanie pracownika i w terminie przez niego wskazanym nie więcej niż 4 dni urlopu w każdym roku kalendarzowym(...). Trzeba zaznaczyć, że urlop na żądanie nie zwiększa przysługującego pracownikowi wymiaru urlopu. Jest to część urlopu udzielana w szczególnym trybie, ale w ramach przysługującej pracownikowi puli urlopowej. Ponadto czterodniowy wymiar urlopu na żądanie w danym roku kalendarzowym nie ulega zwiększeniu w przypadku, gdy pracownik pozostawał w danym roku kalendarzowym w kolejnych stosunkach pracy, niezależnie od liczby pracodawców. Przepisy Kodeksu pracy nie wskazują na konieczność zmniejszenia przysługującego pracownikowi wymiaru urlopu na żądanie w zależności od wymiaru etatu tym samym nie więcej niż cztery dni urlopu na żądanie przysługuje pracownikowi bez względu na wymiar ogólny puli urlopowej w danym roku kalendarzowym o ile jest ona oczywiście większa lub równa wymiarowi wnioskowanego urlopu w myśl art 167 KP, tj. urlopu na żądanie.

#### Nabycie prawa do urlopu wypoczynkowego
Pracownik podejmujący pracę po raz pierwszy uzyskuje w roku kalendarzowym, w którym podjął pracę, prawo do urlopu z upływem każdego miesiąca pracy, w wymiarze 1/12 wymiaru urlopu przysługującego mu po przepracowaniu roku. Prawo do kolejnych urlopów pracownik nabywa w każdym następnym roku kalendarzowym.
Przed nowelizacją Kodeksu pracy w dniu 1 stycznia 2004 roku, pracownik nabywał prawo do pierwszego urlopu dopiero po przepracowaniu 6 miesięcy.

#### Wymiar urlopu wypoczynkowego
Wymiar urlopu wypoczynkowego wynosi obecnie;
- minimum 20 dni, gdy staż pracy pracownika wynosi mniej niż 10 lat,
- minimum 26 dni, gdy staż pracy pracownika wynosi ponad 10 lat.

Pojęcie stażu pracy dla celów ustalenia wymiaru urlopu jest bardzo szerokie i obejmuje:
- okres pozostawania w stosunku pracy i to bez względu na jego wymiar i czasu tego stosunku pracy

oraz okresy poprzedniego zatrudnienia bez względu na przerwy w zatrudnieniu i sposób ich zakończenia jest to tak zwana zasada sumowania okresów zatrudnienia
- okres nauki w szkołach ponadpodstawowych pod warunkiem ukończenia w nich nauki – okresy te nie ulegają sumowaniu. Do stażu pracy, od którego zależy wymiar urlopu pracownika, dolicza się następujące okresy nauki w[1]:
  - zasadniczej lub innej równorzędnej szkole zawodowej – 3 lata;
  - średniej szkole zawodowej – 5 lat;
  - średniej szkole zawodowej dla absolwentów zasadniczych (równorzędnych) szkół zawodowych – 5 lat;
  - średniej szkole ogólnokształcącej – 4 lata;
  - szkole policealnej – 6 lat;
  - szkole wyższej – 8 lat.
- okresy zasadniczej służby wojskowej
- okres urlopu bezpłatnego udzielonego pracownicy opiekującej się małym dzieckiem
- okresy pozostawania bez pracy za które pracownik otrzymuje odszkodowanie
- okres za który przyznano odprawy z tytułu zwolnień grupowych.

### Urlop bezpłatny
W przeciwieństwie do urlopu wypoczynkowego, urlop bezpłatny nie ma na celu regeneracji sił pracownika. Za okres tego urlopu pracownik nie otrzymuje wynagrodzenia, lecz pozostaje nadal w zatrudnieniu i zachowuje część praw pracowniczych. W tym czasie nie można mu wypowiedzieć umowy o pracę.

#### Fakultatywne zwolnienie
Fakultatywne zwolnienie z obowiązku świadczenia pracy następuje na pisemny wniosek pracownika. Decyzja w tej sprawie należy do pracodawcy i nie podlega zaskarżeniu. Przy udzielaniu urlopu bezpłatnego dłuższego niż 3 miesiące strony mogą przewidzieć odwołanie pracownika z ważnych przyczyn. Długość urlopu bezpłatnego nie jest limitowana i wyznacza ją sam pracownik przy aprobacie zakładu pracy. W razie korzystania z fakultatywnego urlopu bezpłatnego dłużej niż miesiąc urlop wypoczynkowy ulega skróceniu o 1/12 za każdy miesiąc, w którym pracownik przebywał na urlopie bezpłatnym. Urlopu tego nie wlicza się do okresu pracy, od którego zależą uprawnienia pracownicze. Za zgodą pracownika wyrażoną na piśmie pracodawca może udzielić pracownikowi urlopu bezpłatnego w celu wykonywania pracy w innym zakładzie pracy przez okres ustalony zawartym w tej sprawie porozumieniu pomiędzy zakładami pracy. Urlop ten wlicza się do okresu pracy, od którego zależą uprawnienia pracownicze u dotychczasowego pracodawcy.

#### Obligatoryjne zwolnienie
Obligatoryjne zwolnienie z obowiązku świadczenia pracy ma miejsce, gdy pracodawca na podstawie ustawy lub przepisów szczególnych jest zobowiązany zwolnić pracownika z obowiązku świadczenia pracy oraz ze spełnienia innych świadczeń przysługujących pracodawcy z tytułu stosunku pracy.

### Urlop macierzyński
Urlop przyznawany wszystkim kobietom, które w trakcie zatrudnienia urodziły dziecko. Ma on na celu pomoc w odzyskaniu sił po porodzie i opiece nad małym dzieckiem. Urlop ten jest urlopem pełnopłatnym a czas jego trwania jest zależny od liczby urodzonych dzieci podczas jednego porodu. Długość urlopu macierzyńskiego jest zależna od tego ile dzieci urodziła pracownica podczas jednego porodu i wynosi od 20 do 37 tygodni. Należy wskazać, że urlop macierzyński jest dla matki dziecka obowiązkowy. Musi ona wykorzystać 14 tygodni tego urlopu licząc od dnia porodu. Z pozostałej części może zrezygnować i wrócić do pracy ale tylko pod warunkiem, że urlop ten przejmie ojciec dziecka. Po ustaniu urlopu macierzyńskiego pracodawca ma obowiązek przywrócić do pracy kobietę na tym samym stanowisku.

### Urlop wychowawczy
Przysługuje pracownikowi lub pracownicy, po przepracowaniu co najmniej 6 miesięcy, w celu sprawowania osobistej opieki nad dzieckiem. Wymiar tego urlopu to 36 miesięcy (3 lata) i można go wykorzystać do końca roku kalendarzowego, w którym dziecko kończy 6 rok życia. Urlop ten przysługuje także w celu opieki nad dzieckiem do 18 roku życia, które z powodu niepełnosprawności wymaga opieki pracownika.

### Urlop macierzyński, z którego korzysta ojciec dziecka
Część urlopu macierzyńskiego matka dziecka może przekazać na ojca dziecka. Żeby ojciec dziecka mógł przejąć część urlopu przysługującego matce, musi na niego przejść bezpośrednio po tym jak zrezygnuje z niego matka, jednak nie wcześniej niż po upływie 14 tygodni urlopu macierzyńskiego. W okresie urlopu ojciec będzie otrzymywał zasiłek macierzyński. Jeżeli matka wystąpiła o urlop rodzicielski z góry, wówczas zasiłek wyniesie 80% podstawy. A jeżeli planuje wystąpić o urlop rodzicielski z dołu lub nie planuje korzystać z urlopu rodzicielskiego wówczas zasiłek macierzyński za urlop, z którego korzysta ojciec wyniesie 100% podstawy.

### Urlop ojcowski
Ojcowie mają prawo do 2 tygodni urlopu ojcowskiego do czasu ukończenia przez dziecko 1. roku życia
(do  2. roku życia w przypadku dzieci urodzonych przed nowelizacją ustawy w 2023 r.).
Można go wykorzystać jednorazowo lub jako dwa urlopy tygodniowe. Do urlopu wliczają się również dni wolne od pracy i weekendy. W okresie tego urlopu ojciec otrzymuje zasiłek macierzyński wysokości 100% podstawy. Ustawodawca przewidział również urlop ojcowski dotyczący ojców adopcyjnych, którzy mają do niego prawo do 2 lat od uprawomocnienia postanowienia orzekającego przysposobienie dziecka i/lub do ukończenia przez dziecko adopcyjne 7 roku życia (ew. 10 roku życia, w przypadku odroczenia obowiązku szkolnego). Ustawodawca nie przewidział natomiast przedłużenia urlopu ze względu na urodzenie bliźniaków/wieloraczków.

### Urlop z art. 188 KP
Zgodnie artykułem 188 Kodeksu pracy, pracownikowi (bez względu na płeć) wychowującemu przynajmniej jedno dziecko w wieku do 14 lat przysługuje w ciągu roku zwolnienie od pracy w wymiarze 2 dni (na jedno z rodziców), z zachowaniem prawa do wynagrodzenia. Jeśli obydwoje rodziców chce skorzystać z tej formy zwolnienia, przysługuje im ono po jednym dniu na każdego z rodziców.

### Urlop okolicznościowy
Przysługuje pracownikowi w związku z ważnym wydarzeniem rodzinnym (narodziny dziecka, ślub, pogrzeb). Pracownik za czas trwania urlopu okolicznościowego otrzymuje wynagrodzenie.
W przypadku zaistnienia wydarzenia rodzinnego, z którym wiąże się urlop okolicznościowy, pracownik powinien sam wnioskować o jego otrzymanie (wraz z udokumentowaniem – świadectwo urodzenia dziecka, akt ślubu, czy akt zgonu).
Urlop ten powinien być wykorzystany w czasie wystąpienia wydarzenia (tzn. pracodawca nie ma obowiązku uznania wniosku, jeśli czas między wnioskowanym urlopem a wystąpieniem wydarzenia jest zbyt długi).
Urlop taki jest krótkotrwały i wynosi 1-2 dni (w zależności od rodzaju wydarzenia i stopnia pokrewieństwa z osobą, której dotyczy wydarzenie):
- narodziny dziecka – 2 dni
- ślub własny – 2 dni
- ślub dziecka – 1 dzień
- śmierć ojca/matki/małżonka/macochy/ojczyma/dziecka – 2 dni
- śmierć brata/siostry/teścia/teściowej/babci/dziadka/innej osoby pozostającej na utrzymaniu pracownika lub pod jego bezpośrednią opieką – 1 dzień.

Urlop w tej postaci może zostać udzielony także w przypadku zwolnienia pracownika z pracy, w okresie wypowiedzenia, w celu umożliwienia mu znalezienia nowego zatrudnienia – w wymiarze 2 lub 3 dni.

## Prawo międzynarodowe
Międzynarodowa Organizacja Pracy uchwaliła w sprawie konwencje:
- nr 52 dotycząca corocznych płatnych urlopów z 1936[10]
- nr 54 dotycząca płatnych urlopów dla marynarzy z 1936[11]
- nr 72 dotycząca płatnych urlopów dla marynarzy z 1946[12]
- nr 91 dotycząca płatnych urlopów marynarzy z 1949[13]
- nr 101 dotycząca płatnych urlopów w rolnictwie z 1952[14]
- nr 132 dotycząca corocznych płatnych urlopów z 1970[15]
- nr 140 dotycząca płatnego urlopu szkoleniowego[16]
- nr 146 dotycząca corocznego płatnego urlopu dla marynarzy[17].